# Erik Morán
Erik Morán Arribas (Portugalete, 25 maggio 1991) è un calciatore spagnolo, centrocampista dell'FC Andorra.

## Carriera

### Club
Nella stagione 2012-2013 gioca in massima serie ed in Europa League con la maglia dell'Athletic Bilbao.

### Nazionale
Ha giocato nelle nazionali giovanili spagnole Under-17, Under-18 ed Under-19.

## Palmarès

### Competizioni nazionali
- Campionato greco: 1

AEK Atene: 2017-2018